# Paseo de la Farola
El Paseo de la Farola es una avenida de la ciudad española de Málaga, Andalucía. Está situado en el distrito Centro, entre el barrio de La Malagueta y el puerto, concretamente el centro comercial del Muelle Uno. El paseo toma su nombre de La Farola, que se sitúa al final del mismo. 

## Historia

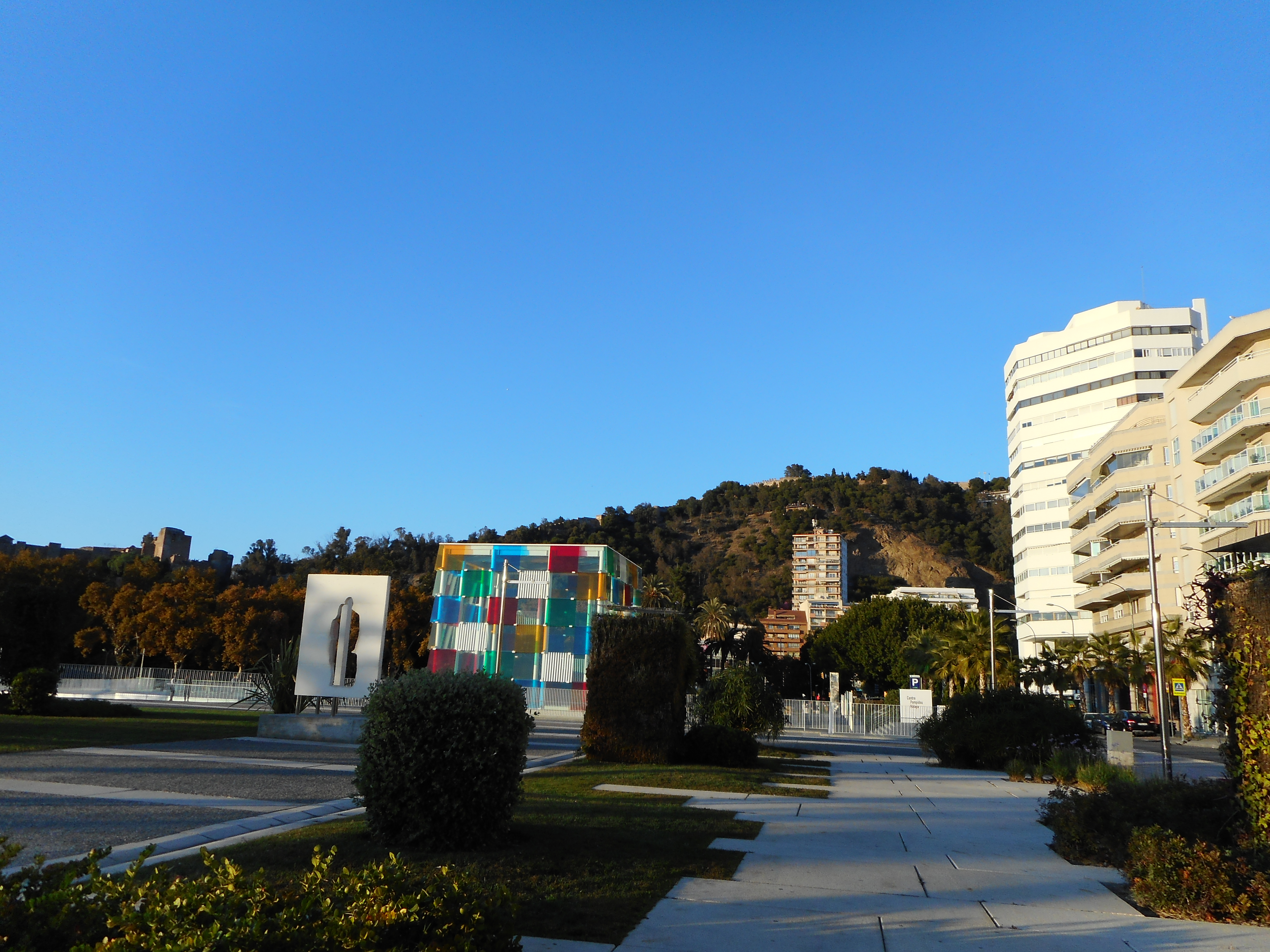
Vista del Centro Pompidou desde el paseo.

EI 28 de abril, de 1929, el Obispo bendijo la primera piedra del Laboratorio Oceanográfico (hoy desaparecido), dependiente del Instituto Español de Oceanografía en el nº 47 de este paseo. Posteriormente sería también Acuario y Museo. Durante sus 40 años de existencia, fue referencia internacional en el campo de las investigaciones marinas. Creado por decreto el 17 de abril, reunió los laboratorios costeros que existían en Palma de Mallorca, Santander y la propia Málaga. El edificio no llegó a inaugurarse como laboratorio, sino que lo ocupó la Comandancia de Marina, aunque ésta cedió para su uso el pabellón norte. El 30 de septiembre de 1927, por Real orden se autorizaba al Club Mediterráneo a establecer un edificio junto a la Farola. El Club se había fundado en 1873 por un grupo entusiasta de malagueños unidos por el amor a la mar y al deporte del remo. Fue el primer club náutico y el título de Real se lo concedió el rey Alfonso XIII en 1893. Sus deportistas han llevado el nombre de Málaga y de España por todo el mundo. Al Paseo se abre una de las puertas de la capilla del puerto. Ya en 1593 existía hacia la mitad del brazo de levante del puerto un oratorio dedicado a Nuestra Señora de Puerto Salvo, que a comienzos del siglo XVIII estaba en un lamentable estado de conservación. Por ello, cuando se reanudan las obras del puerto de Málaga, en 1717, se decide construir una capilla dedicada a la Purísima Concepción. Las obras se inician en 1727 y en ella trabajan los ingenieros militares que dirigían las obras del puerto. El primer proyecto lo realizó Juan de la Ferriere quien concibió la capilla como un templete abierto por tres de sus lados para que desde los barcos se pudiera divisar al sacerdote que celebrara la misa. 
Este proyecto es divisado y modificado por Jorge Próspero Verbón, ingeniero director del puerto, y definitivamente se lleva a cabo, con muy pocas diferencias como hoy la conocemos, por Pedro Coysevoux. En 1732 ya estaría abierta al culto y hacia 1750 es sometida a alguna pequeña reforma. Ya en los años setenta del siglo XX, se acomete una amplia reforma urbanística en la zona del paseo de la Farola que incluía la demolición de la capilla. Afortunadamente se decidió trasladarla piedra a piedra, hasta su emplazamiento actual, muy cerca de donde había sido edificada dos siglos y medio antes. Para entonces las autoridades eclesiásticas ya habían realizado el cambio de advocación de la marinera ermita. Estimando oportuno adoptar la de la Virgen del Carmen; y a tal efecto se había situado en uno de los ventanales el escudo de la aludida Orden mientras que en el otro fue colocado el emblema del prelado Juan Muñoz Herrera. La fachada que da al paseo de la Farola tiene un solo piso destinado a vivienda del capellán y se accede a él mediante una puerta adintelada.
En este paseo se hallaba un acuario, que ocupaba una parte del local del Laboratorio Oceanográfico. Se clausuró en marzo de 1954. El monumento al Cenachero, obra de Jaime Pimentel, que se encontraba en este paseo, ha sido restituido, en enero de 2003, a su primitivo emplazamiento en la plaza de la Marina.

## Recorrido
El Paseo de la Farola comienza su recorrido en la intersección formada por el Paseo de los Curas y la Plaza del General Torrijos. Continúa hacia el sur paralelo al Muelle Uno. Es cruzado por el Paseo Marítimo Ciudad de Melilla y finalmente termina en la glorieta formada por La Farola. 

## Lugares de Interés

### La Farola
Es el único faro de la ciudad, y es uno de los dos únicos que reciben denominación femenina. Fue obra del ingeniero Joaquín María Pery y Guzmán y su construcción finalizó en 1817. Desde entonces, La Farola se ha convertido en uno de los símbolos de Málaga y de la Costa del Sol. 

### Centro Pompidou
El Centro Pompidou de Málaga es una sede del Centro Nacional de Arte y Cultura Georges Pompidou de Francia. Se trata de la primera sede del Centre Pompidou París en el exterior. Se encuentra situado en un edificio conocido como El Cubo, que es el que está situado en el paseo, estando el acceso al mismo en el Muelle Uno. 

### Capilla del Puerto
La Capilla del Puerto es un templo cristiano de dimensiones reducidas procedente del barroco. 

## Transporte

### Autobuses urbanos
- 14 Paseo de la Farola - Teatinos
- 40 Sacaba Beach - Paseo de la Farola